# Jack (pavián)
Jack byl pavián čakma, který se proslavil jako asistent jihoafrického signalisty Jamese Widea. Ten jej zakoupil poté, co při železničním neštěstí přišel o obě nohy, a vycvičil jej k práci signalisty a k tomu, aby ho vozil na vozíku ve městě Uitenhage poblíž Port Elizabeth.
Jack se dobře osvědčil – když Wideovi nadřízení na jeho angažmá přišli, po jistém váhání se ho rozhodli prozkoušet a následně jej přijali jako zaměstnance. Po devět let asistoval Wideovi na stanici Uitenhage s platem 20 centů/den a půl láhve piva na týden a nikdy neudělal chybu. V roce 1890 pošel na tuberkulózu.
Jeho lebka je ve sbírkách muzea v Grahamstownu.